# 01099/Diskografie
Diese Diskografie ist eine Übersicht über die musikalischen Werke der deutschen Hip-Hop-Gruppe 01099. Den Schallplattenauszeichnungen zufolge hat sie bisher mehr als eine Million Tonträger verkauft. Ihre erfolgreichste Veröffentlichung ist die Single Durstlöscher mit über 400.000 verkauften Einheiten.

## Alben

### Studioalben
| Jahr | Titel Musiklabel                    | Höchstplatzierung, Gesamtwochen, AuszeichnungChartplatzierungen (Jahr, Titel, Musiklabel, Platzierungen, Wochen, Auszeichnungen, Anmerkungen, Besetzung) | Höchstplatzierung, Gesamtwochen, AuszeichnungChartplatzierungen (Jahr, Titel, Musiklabel, Platzierungen, Wochen, Auszeichnungen, Anmerkungen, Besetzung) | Höchstplatzierung, Gesamtwochen, AuszeichnungChartplatzierungen (Jahr, Titel, Musiklabel, Platzierungen, Wochen, Auszeichnungen, Anmerkungen, Besetzung) | Anmerkungen                                             | Besetzung                  |
| Jahr | Titel Musiklabel                    | DE | AT | CH | Anmerkungen                                             | Besetzung                  |
| ---- | ----------------------------------- | --- | --- | --- | ------------------------------------------------------- | -------------------------- |
| 2020 | Morgensonne Selbstverlag            | — | — | — | Erstveröffentlichung: 26. August 2020                   | Dani, Gustav, Paul & Zachi |
| 2022 | Altbau Groove Attack (GA)           | DE7 Gold · (108 Wo.)DE | AT19 (69 Wo.)AT | CH20 (125 Wo.)CH | Erstveröffentlichung: 25. März 2022 Verkäufe: + 100.000 | Dani, Gustav, Paul & Zachi |
| 2023 | Blaue Stunden Selbstverlag (WMG)    | DE1 (13 Wo.)DE | AT16 (2 Wo.)AT | CH6 (4 Wo.)CH | Erstveröffentlichung: 3. November 2023                  | Dani, Gustav, Paul & Zachi |
| 2024 | Kinder der Nacht Selbstverlag (WMG) | DE1 (6 Wo.)DE | AT15 (3 Wo.)AT | CH8 (4 Wo.)CH | Erstveröffentlichung: 13. September 2024                | Dani, Gustav, Paul & Zachi |

### EPs
| Jahr | Titel Musiklabel                       | Höchstplatzierung, Gesamtwochen, AuszeichnungChartplatzierungen (Jahr, Titel, Musiklabel, Platzierungen, Wochen, Auszeichnungen, Anmerkungen, Besetzung) | Höchstplatzierung, Gesamtwochen, AuszeichnungChartplatzierungen (Jahr, Titel, Musiklabel, Platzierungen, Wochen, Auszeichnungen, Anmerkungen, Besetzung) | Höchstplatzierung, Gesamtwochen, AuszeichnungChartplatzierungen (Jahr, Titel, Musiklabel, Platzierungen, Wochen, Auszeichnungen, Anmerkungen, Besetzung) | Anmerkungen                             | Besetzung                  |
| Jahr | Titel Musiklabel                       | DE | AT | CH | Anmerkungen                             | Besetzung                  |
| ---- | -------------------------------------- | --- | --- | --- | --------------------------------------- | -------------------------- |
| 2019 | Skyr 01099                             | — | — | — | Erstveröffentlichung: 14. Oktober 2019  | Dani, Gustav, Paul & Zachi |
| 2021 | Dachfenster Groove Attack (GA)         | DE9 (1 Wo.)DE | — | — | Erstveröffentlichung: 2. Juli 2021      | Dani, Gustav, Paul & Zachi |
| 2021 | Weihnachtslieder EP Groove Attack (GA) | — | — | — | Erstveröffentlichung: 21. Dezember 2021 | Dani, Gustav, Paul & Zachi |

## Singles

### Als Leadmusiker
| Jahr | Titel Album                             | Höchstplatzierung, Gesamtwochen, AuszeichnungChartplatzierungen (Jahr, Titel, Album, Platzierungen, Wochen, Auszeichnungen, Anmerkungen, Besetzung) | Höchstplatzierung, Gesamtwochen, AuszeichnungChartplatzierungen (Jahr, Titel, Album, Platzierungen, Wochen, Auszeichnungen, Anmerkungen, Besetzung) | Höchstplatzierung, Gesamtwochen, AuszeichnungChartplatzierungen (Jahr, Titel, Album, Platzierungen, Wochen, Auszeichnungen, Anmerkungen, Besetzung) | Anmerkungen                                                                | Besetzung                  |
| Jahr | Titel Album                             | DE | AT | CH | Anmerkungen                                                                | Besetzung                  |
| --- | --------------------------------------- | --- | --- | --- | -------------------------------------------------------------------------- | -------------------------- |
| 2019 | Kreta –                                 | — | — | — | Erstveröffentlichung: 18. März 2019                                        | Dani & Gustav              |
| 2019 | Fauna –                                 | — | — | — | Erstveröffentlichung: 25. Mai 2019                                         | Gustav & Zachi             |
| 2019 | Kolibri –                               | — | — | — | Erstveröffentlichung: 29. Mai 2019                                         | Gustav & Paul              |
| 2019 | Koala Mulaya –                          | — | — | — | Erstveröffentlichung: 5. Juli 2019 mit Mioso                               | Gustav                     |
| 2019 | Vor der Polizei Skyr                    | — | — | — | Erstveröffentlichung: 8. September 2019                                    | Gustav, Paul & Zachi       |
| 2020 | Aloha –                                 | — | — | — | Erstveröffentlichung: 8. Februar 2020                                      | Gustav, Paul & Zachi       |
| 2020 | Weihnachtslied Weihnachtslieder EP      | — | — | — | Erstveröffentlichung: 19. März 2020                                        | Gustav, Paul & Zachi       |
| 2020 | Eisfach –                               | — | — | — | Erstveröffentlichung: 22. April 2020                                       | Gustav & Zachi             |
| 2020 | 5 auf dem Esstisch Morgensonne          | — | — | — | Erstveröffentlichung: 5. Juli 2020                                         | Gustav & Zachi             |
| 2020 | Nougat Morgensonne                      | — | — | — | Erstveröffentlichung: 22. Juli 2020                                        | Paul & Zachi               |
| 2020 | Sandaletten Morgensonne                 | — | — | — | Erstveröffentlichung: 13. August 2020                                      | Gustav & Zachi             |
| 2020 | Frisch Dachfenster                      | DE36 Gold · (24 Wo.)DE | — | — | Erstveröffentlichung: 10. Dezember 2020 Verkäufe: + 200.000                | Gustav                     |
| 2020 | Weihnachtslied 2020 Weihnachtslieder EP | — | — | — | Erstveröffentlichung: 24. Dezember 2020                                    | Dani, Gustav, Paul & Zachi |
| 2021 | Durstlöscher Dachfenster                | DE17 Platin · (29 Wo.)DE | AT60 (3 Wo.)AT | — | Erstveröffentlichung: 30. Mai 2021 Verkäufe: + 400.000                     | Gustav & Zachi             |
| 2021 | Dies & das Altbau                       | DE19 (3 Wo.)DE | — | — | Erstveröffentlichung: 22. Oktober 2021                                     | Gustav & Zachi             |
| 2021 | Weihnachtslied 2021 Weihnachtslieder EP | DE— aDE | — | — | Erstveröffentlichung: 26. November 2021                                    | Dani, Gustav, Paul & Zachi |
| 2022 | Jacke zu Altbau                         | DE57 (1 Wo.)DE | — | — | Erstveröffentlichung: 14. Januar 2022                                      | Gustav & Paul              |
| 2022 | 2000er Altbau                           | DE69 (1 Wo.)DE | — | — | Erstveröffentlichung: 25. Februar 2022 feat. Miksu/Macloud                 | Gustav, Paul & Zachi       |
| 2022 | Schnelle Brille Altbau                  | DE71 (1 Wo.)DE | — | — | Erstveröffentlichung: 11. März 2022                                        | Gustav & Zachi             |
| 2022 | Glücklich Altbau                        | DE16 (10 Wo.)DE | AT24 (2 Wo.)AT | CH40 (1 Wo.)CH | Erstveröffentlichung: 24. März 2022 feat. Cro                              | Gustav & Zachi             |
| 2022 | Skandalös –                             | DE29 (2 Wo.)DE | — | CH72 (1 Wo.)CH | Erstveröffentlichung: 9. September 2022                                    | Gustav & Zachi             |
| 2022 | Cider Blaue Stunden                     | DE24 (2 Wo.)DE | AT55 (1 Wo.)AT | CH65 (1 Wo.)CH | Erstveröffentlichung: 30. September 2022 feat. Soho Bani                   | Paul                       |
| 2022 | Warm –                                  | DE73 (1 Wo.)DE | — | — | Erstveröffentlichung: 4. November 2022                                     | Gustav & Zachi             |
| 2022 | Weihnachtslied 2022 –                   | — | — | — | Erstveröffentlichung: 27. November 2022                                    | Dani, Gustav, Paul & Zachi |
| 2023 | August Blaue Stunden                    | DE68 (1 Wo.)DE | — | — | Erstveröffentlichung: 3. März 2023                                         | Zachi & Paul               |
| 2023 | Unsinn Blaue Stunden                    | DE75 (1 Wo.)DE | — | — | Erstveröffentlichung: 24. März 2023                                        | Gustav, Paul & Zachi       |
| 2023 | Anders Blaue Stunden                    | DE9 Gold · (38 Wo.)DE | AT18 (26 Wo.)AT | CH25 (10 Wo.)CH | Erstveröffentlichung: 21. April 2023 Verkäufe: + 300.000; feat. Ski Aggu   | Paul                       |
| 2023 | Tempo Blaue Stunden                     | DE21 (5 Wo.)DE | — | — | Erstveröffentlichung: 30. Juni 2023                                        | Gustav, Paul & Zachi       |
| 2023 | Rosa rugosa –                           | DE75 (1 Wo.)DE | — | — | Erstveröffentlichung: 21. Juli 2023 mit Blumengarten, Lucry & Suena        | Gustav & Zachi             |
| 2023 | S1 Blaue Stunden                        | DE60 (1 Wo.)DE | — | — | Erstveröffentlichung: 25. August 2023                                      | Gustav, Paul & Zachi       |
| 2023 | Wahnsinn Blaue Stunden                  | DE32 (2 Wo.)DE | AT56 (1 Wo.)AT | CH41 (1 Wo.)CH | Erstveröffentlichung: 6. Oktober 2023 feat. RIN                            | Gustav                     |
| 2023 | Matin Blaue Stunden                     | DE— bDE | — | — | Erstveröffentlichung: 20. Oktober 2023 feat. Verifiziert                   | Gustav & Zachi             |
| 2023 | In der Nacht Blaue Stunden              | DE19 (2 Wo.)DE | AT44 (1 Wo.)AT | CH36 (1 Wo.)CH | Erstveröffentlichung: 2. November 2023 feat. Trettmann                     | Gustav & Zachi             |
| 2023 | Weihnachtslied 2023 –                   | DE— cDE | — | — | Erstveröffentlichung: 24. November 2023                                    | Dani, Gustav, Paul & Zachi |
| 2024 | Küssen Kinder der Nacht                 | DE2 (16 Wo.)DE | AT11 (11 Wo.)AT | CH20 (5 Wo.)CH | Erstveröffentlichung: 22. März 2024                                        | Gustav & Zachi             |
| 2024 | Verschwendete Zeit Kinder der Nacht     | DE26 (6 Wo.)DE | AT53 (3 Wo.)AT | CH45 (3 Wo.)CH | Erstveröffentlichung: 17. Mai 2024                                         | Gustav, Paul & Zachi       |
| 2024 | Pistazieneis Kinder der Nacht           | DE36 (4 Wo.)DE | — | CH76 (1 Wo.)CH | Erstveröffentlichung: 5. Juli 2024                                         | Gustav, Paul & Zachi       |
| 2024 | Flasche kreist Kinder der Nacht         | DE23 (4 Wo.)DE | AT50 (1 Wo.)AT | CH51 (1 Wo.)CH | Erstveröffentlichung: 2. August 2024 feat. Ski Aggu                        | Paul & Zachi               |
| 2024 | Haare trocknen Kinder der Nacht         | DE62 (1 Wo.)DE | — | — | Erstveröffentlichung: 23. August 2024                                      | Gustav, Paul & Zachi       |
| 2024 | Oh man Kinder der Nacht                 | DE— dDE | — | — | Erstveröffentlichung: 5. September 2024                                    | Paul & Zachi               |
| 2024 | Weihnachtslied 2024 –                   | — | — | — | Erstveröffentlichung: 6. Dezember 2024                                     | Dani, Gustav, Paul & Zachi |
| 2025 | Augenblick Kinder der Nacht             | DE53 (1 Wo.)DE | — | — | Erstveröffentlichung: 7. Februar 2025                                      | Gustav & Zachi             |
| 2025 | Nachtschicht –                          | DE31 (4 Wo.)DE | AT54 (1 Wo.)AT | — | Erstveröffentlichung: 18. April 2025 feat. Ikkimel                         | Paul                       |
| 2025 | 25grad –                                | DE31 (3 Wo.)DE | AT55 (1 Wo.)AT | — | Erstveröffentlichung: 8. Mai 2025 feat. Antonius & Kasi                    | Gustav                     |
| 2025 | Laufen –                                | DE100 (1 Wo.)DE | — | — | Erstveröffentlichung: 25. Juli 2025                                        | Gustav & Zachi             |
| Folgende Lieder erschienen nicht als Single, wurden aber durch das Album zum Download und Streaming bereitgestellt und konnten somit eine Platzierung erlangen: |                                         | | | |                                                                            |                            |
| |                                         | | | |                                                                            |                            |
| 2021 | Halligalli Dachfenster                  | DE92 (1 Wo.)DE | — | — | Charteinstieg: 9. Juli 2021 feat. BHZ, Big Pat & Ion Miles & Longus Mongus | Gustav, Paul & Zachi       |
| 2024 | Tanzalarm Kinder der Nacht              | DE64 (1 Wo.)DE | — | — | Videoauskopplung: 12. September 2024 Charteinstieg: 20. September 2024     | Gustav & Paul              |

### Als Gastmusiker
| Jahr | Titel Album                | Höchstplatzierung, Gesamtwochen, AuszeichnungChartplatzierungen (Jahr, Titel, Album, Platzierungen, Wochen, Auszeichnungen, Anmerkungen, Besetzung) | Höchstplatzierung, Gesamtwochen, AuszeichnungChartplatzierungen (Jahr, Titel, Album, Platzierungen, Wochen, Auszeichnungen, Anmerkungen, Besetzung) | Höchstplatzierung, Gesamtwochen, AuszeichnungChartplatzierungen (Jahr, Titel, Album, Platzierungen, Wochen, Auszeichnungen, Anmerkungen, Besetzung) | Anmerkungen                                           | Besetzung            |
| Jahr | Titel Album                | DE | AT | CH | Anmerkungen                                           | Besetzung            |
| --- | -------------------------- | --- | --- | --- | ----------------------------------------------------- | -------------------- |
| 2021 | 1976 (Remix) –             | DE— eDE | AT— eAT | CH— eCH | Erstveröffentlichung: 20. August 2021 RIN feat. 01099 | Gustav, Paul & Zachi |
| 2022 | Eigentlich –               | DE19 (13 Wo.)DE | AT48 (1 Wo.)AT | CH64 (1 Wo.)CH | Erstveröffentlichung: 15. Juli 2022 Lea feat. 01099   | Gustav & Zachi       |
| Folgende Lieder erschienen nicht als Single, wurden aber durch das Album zum Download und Streaming bereitgestellt und konnten somit eine Platzierung erlangen: |                            | | | |                                                       |                      |
| |                            | | | |                                                       |                      |
| 2023 | Aperol im Glas Bülowstraße | DE45 (12 Wo.)DE | — | — | Charteinstieg: 12. Mai 2023 Lea feat. 01099           | Gustav & Zachi       |

## Musikvideos
| Jahr | Titel               | Regie                                |
| ---- | ------------------- | ------------------------------------ |
| 2018 | Kreta               |                                      |
| 2019 | Kolibri             | Gustav Friedländer                   |
| 2019 | Koala Mulaya        |                                      |
| 2019 | Skyr                | Gustav Friedländer                   |
| 2019 | Weihnachtslied      |                                      |
| 2020 | Aloha               | Gustav Friedländer                   |
| 2020 | 5 auf dem Esstisch  | Gustav Friedländer                   |
| 2020 | Nougat              | Gustav Friedländer, Magnus Grünewald |
| 2020 | Sandaletten         | Gustav Friedländer                   |
| 2020 | Frisch              | Gustav Friedländer                   |
| 2020 | Weihnachtslied 2020 |                                      |
| 2021 | Durstlöscher        | Avo, Gustav Friedländer              |
| 2021 | 1976 (Remix)        | Theis Meck                           |
| 2021 | Dies & das          | Avo, Gustav Friedländer              |
| 2021 | Weihnachtslied 2021 | Sebastian Linda                      |
| 2022 | Jacke zu            | Silkrock                             |
| 2022 | Schnelle Brille     | Silkrock                             |
| 2022 | Glücklich           | Silkrock                             |
| 2022 | Eigentlich          | Calvin Müller                        |
| 2022 | Skandalös           | Sebastian Linda                      |
| 2022 | Cider               | Versus                               |
| 2022 | Warm                | Silkrock                             |
| 2022 | Weihnachtslied 2022 | Silkrock                             |
| 2023 | August              | Silkrock                             |
| 2023 | Unsinn              | Silkrock                             |
| 2023 | Anders              |                                      |
| 2023 | Aperol im Glas      | Dominik Leingartner                  |
| 2023 | Tempo               | Rayene Rezouani                      |
| 2023 | Rosa rugosa         | Kristina Wolf                        |
| 2023 | S1                  | Xaver                                |
| 2023 | Matin               | Kurt Ipekkaya                        |
| 2023 | In der Nacht        | Kurt Ipekkaya                        |
| 2023 | Weihnachtslied 2023 | Paulina Hapka                        |
| 2024 | Küssen              | Jakub Rzucidlo                       |
| 2024 | Verschwendete Zeit  | Paul Sommerhalter                    |
| 2024 | Pistazieneis        | Lea Baintner, Laura Russ             |
| 2024 | Flasche kreist      | Marlon Helmeke                       |
| 2024 | Haare trocknen      | Lea Baintner, Laura Russ             |
| 2024 | Tanzalarm           | Julius Eirund                        |
| 2025 | Augenblick          | Matias de Olavarrieta                |
| 2025 | Nachtschicht        | Lea Baintner, Laura Russ             |
| 2025 | 25grad              | Yannic Kötter                        |
| 2025 | Laufen              | Lea Baintner                         |

## Sonderveröffentlichungen
| Jahr | Titel Album                | Anmerkungen                                       |
| ---- | -------------------------- | ------------------------------------------------- |
| 2023 | Aperol im Glas Bülowstraße | Erstveröffentlichung: 5. Mai 2023 Lea feat. 01099 |

## Statistik

### Chartauswertung
|                     | DE    | AT    | CH    |
| ------------------- | ----- | ----- | ----- |
| Nummer-eins-Alben   | DE2DE | AT—AT | CH—CH |
| Top-10-Alben        | DE4DE | AT—AT | CH2CH |
| Alben in den Charts | DE4DE | AT3AT | CH3CH |

|                       | DE     | AT     | CH     |
| --------------------- | ------ | ------ | ------ |
| Nummer-eins-Singles   | DE—DE  | AT—AT  | CH—CH  |
| Top-10-Singles        | DE2DE  | AT—AT  | CH—CH  |
| Singles in den Charts | DE31DE | AT12AT | CH11CH |

### Auszeichnungen für Musikverkäufe
Anmerkung: Auszeichnungen in Ländern aus den Charttabellen bzw. Chartboxen sind in ebendiesen zu finden.
| Land/RegionAuszeichnungen für Musikverkäufe (Land/Region, Auszeichnungen, Verkäufe, Quellen) | Gold     | Platin  | Verkäufe  | Quellen           |
| -------------------------------------------------------------------------------------------- | -------- | ------- | --------- | ----------------- |
| Deutschland (BVMI)                                                                           | 3× Gold3 | Platin1 | 1.000.000 | musikindustrie.de |
| Insgesamt                                                                                    | 3× Gold3 | Platin1 |           |                   |